# Ібрагім Сандей
Ібрагім Сандей (англ. Ibrahim Sunday, нар. 22 липня 1944, Кофоридуа) — ганський футболіст, що грав на позиції півзахисника. По завершенні ігрової кар'єри — тренер.
Африканський футболіст 1971 року. Перший африканець в історії Бундесліги.

## Клубна кар'єра
У дорослому футболі дебютував 1963 року виступами за команду «Асанте Котоко», в якій провів дванадцять сезонів. 1970 року виборов титул переможця Ліги чемпіонів КАФ. Наступного року був визнаний Африканським футболістом року.
1975 року перейшов до німецького «Вердера», у складі якого провів два роки. У цей період за головну команду бременського клубу провів лише одну гру — у грудні 1976 проти «Рот-Вайс» (Ессен). Утім участь у цьому матчі дозволила Сандею стати першим африканцем в історії Бунесліги.
Залишивши 1977 року «Вердер», продовжив вистипати у Німеччині, де до 1980 року грав за нижчоліговий «Остергольц-Шармбек».

## Виступи за збірну
1966 року дебютував в офіційних матчах у складі національної збірної Гани. Був учасником Кубку африканських націй 1968 року, де відзначився голом у півфінальній грі проти Кот-д'Івуару, а його команда сягнула фіналу, де поступилася команді ДР Конго.
За два роки, на Кубку африканських націй 1970 року, знову завбив у ворота Кот-д'Івуару у півфіналі, знову допомігши «чорним зіркам» вийди до фіналу турніру, де вони поступилися цього разу збірній Судану.
Двічі захищав кольори Гани на футбольних турнірах в рамках Літніх олімпійських ігор — 1968 року в Мехіко та 1972 року в Мюнхені.

## Кар'єра тренера
Із середини 1970-х до кінця 1990-х перебував на тренерській роботі. Працював насамперед у Кот-д'Івуарі, де тренував низку клубних команд, а у 1987 році працював з юнацькою збірною країни. 1993 року приводив місцевий «Африка Спортс» до перемоги у Суперкубку КАФ.
Також працював на батьківщині, де протягом 1983–1984 років був головним тренером рідного «Асанте Котоко», який під його керівництвом 1983 року ставав воладарем Кубка африканських чемпіонів.

## Титули і досягнення

### Як гравця
- Володар Кубка африканських чемпіонів (1):

«Асанте Котоко»: 1970
- Срібний призер Кубка африканських націй: 1968, 1970

### Як тренера
- Володар Кубка африканських чемпіонів (1):

«Асанте Котоко»: 1983
- Володар Суперкубка КАФ (1):

«Африка Спортс»: 1993

### Особисті
- Африканський футболіст року

1971